# Carmageddon
Carmageddon (Кармагеддон) — компьютерная игра в жанре аркадные гонки на выживание, разработанная компанией Stainless Games и изданная для персональных компьютеров в 1997 году. Позднее игра была портирована на различные платформы, и были изданы её продолжения, Carmageddon II: Carpocalypse Now и Carmageddon: Reincarnation.

## Игровой процесс

Скриншот из игры. Игрок управляет персонажем Die Anna на первом уровне, Coastal Carnage, включен режим зелёной крови.

В Carmageddon целью игрока является гонка на автомобиле против ряда других контролируемых компьютером соперников в различных условиях, таких как городские, шахтные и промышленные районы. У игрока есть ограниченное количество времени для завершения каждой гонки, но можно получить больше времени, собирая бонусы, нанося ущерб автомобилям конкурентов и сбивая пешеходов.
Гонки завершаются либо прохождением трассы как в обычной гоночной игре, либо уничтожением всех автомобилей соперников, либо убийством всех пешеходов на уровне. В игру входят 36 гоночных трасс, которые проводятся по 11 различным картам.

## История создания
Игра, которая стала Carmageddon, началась как 3D Destruction Derby, гоночный симулятор со сталкивающимися автомобилями, который был сделан компанией Stainless Software в 1994 году в качестве прототипа. Разработкой занимались художники Терри Лейн и Рассел Хьюз, программист Мэтт Эдмундс, ведущий программист Патрик Бакленд и ведущий геймдизайнер Нил Барнден. Авторы обращались к различным издателям, которые отказались финансировать разработку проекта. Финансирование было получено от небольшого издательства SCi в 1995 году, но при условии, что проект будет переделан в игру на основе лицензии с тем, чтобы гарантировать её популярность. Первоначально в SCi хотели использовать лицензию «Безумного Макса», но они не смогли выяснить, кто владеет правами на франшизу. Вместо этого они получили лицензию на фильм «Смертельные гонки 2000», поскольку в это время планировалось продолжение оригинального фильма.
По словам главного программиста Патрика Бакленда, первоначальная концепция зародилась из того, что членам команды было скучно играть в обычные гоночные игры, в конечном счете они экспериментировали, двигались в неправильном направлении и врезались в другие автомобили. Они решили, что имеет смысл создать игру, в которой это должно быть изначальной целью. Однако вскоре после этого компания Psygnosis выпустила игру с этой же концепцией, Destruction Derby. В игровой процесс Carmageddon была добавлена цель сбития пешеходов для того чтобы отличить игру от Destruction Derby и вызвать споры. Сначала разработчики хотели штрафовать игрока за сбитие пешеходов, поскольку боялись, что игра может выйти слишком жестокой. Однако Роб Хендерсон из SCi посмотрел игру и предложил начислять очки за них, для того чтобы поднять её спорность.
К концу разработки съёмки сиквела «Смертельные гонки 2000» были отменёны, поэтому издатель решил выпустить игру под новым брендом, которым стал Carmageddon.
Из-за особо жестокого игрового процесса в ряде стран игра была выпущена с цензурой — люди и животные были заменены на зомби (Великобритания) либо роботов (Германия). Позже в Великобритании игра была переиздана без цензуры. В Бразилии игра была полностью запрещена к продаже, а в Австралии вышла версия без цензуры с рейтингом MA15+.
17 октября 2012 года было выпущено переиздание игры для iOS.
9 мая 2013 года было выпущено переиздание игры для Android OS.

## Дополнения
- Carmageddon Splat Pack — дополнение к игре Carmageddon (является отдельной игрой), содержит новые карты и автомобили, поддерживает графические акселераторы 3dfx серии Voodoo.
- Carmageddon Max Pack — издание, включающее в себя Carmageddon и Splat Pack.
- Carmageddon: Special Edition — издание, выпущенное тиражом 2500 копий, доступно для покупки в Англии в магазинах Virgin Megastores и на сайте SCi. Помимо Carmageddon и Splat Pack включает: футболка (XL, 100 % хлопок), коврик для мыши, кольцо для ключей, плакат, инструкция, наклейка на стекло Так много пешеходов — так мало времени (So many Pedestrians, so little time, аллюзия на песню Miquel Brown «So many men so little time» 1983 года ), номерной сертификат подлинности.

## Оценки
| Иноязычные издания    | Иноязычные издания  |
| Издание               | Оценка              |
| --------------------- | ------------------- |
| CGW                   | [ 6 ]               |
| Русскоязычные издания |                     |
| Издание               | Оценка              |
| Absolute Games        | 90 %                |
| Game.EXE              | 95 %                |
| «НИМ»                 | 9,2 из 10           |
| «Страна игр»          | 8 из 10             |
| Награды               |                     |
| Издание               | Награда             |
| Game.EXE (1998)       | 3D action 1997 года |

| Русскоязычные издания | Русскоязычные издания |
| Издание               | Оценка                |
| --------------------- | --------------------- |
| «Игромания»           | [ 12 ]                |